# Karolew (powiat płocki)
Karolew – wieś sołecka w Polsce położona w województwie mazowieckim, w powiecie płockim, w gminie Gąbin.
W latach 1975–1998 miejscowość należała administracyjnie do województwa płockiego.